# 우고 스말도네
우거 스말도네(Hugo Hector Smaldone, 1968년 1월 24일 ~ )는 아르헨티나 출신의 축구 선수이다. K리그에서 등록명은 후고를 사용하였으며 미드필더로 활약하였다. 같은 아르헨티나 출신의 루벤 베르넌시오와 함께 1993년 10월 입단하여 K리그 최초의 아르헨티나 국적의 외국인 선수로 기록되었다. 1993 시즌 시즌 잔여 한달 동안 시즌 통산 3경기 0득점-0도움 (리그컵 3경기 0득점-0도움)의 기록을 남겼다.